# مسجد تمبی
مسجد تمبی مربوط به اواخر دوره قاجار - اوایل دوره پهلوی اول است و در ۲ کیلومتری جنوب غربی مسجد سلیمان، محله (روستایی) تمبی واقع شده و این اثر در تاریخ ۲۵ آبان ۱۳۸۷ با شمارهٔ ثبت ۲۳۷۸۳ به‌عنوان یکی از آثار ملی ایران به ثبت رسیده است.